# Jethou

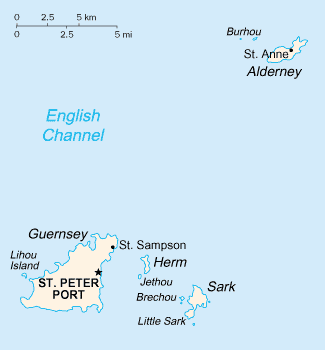
Harta Bailiwick-ului Guernsey. Jethou este la sud de Herm.

Jethou este o insulă mică din Marea Mânecii, parte a Insulelor Canalului, una dintre insulele neaccesibile publicului.
Este situată la sud de insula Herm și are o suprafață de 0.18 km² (44 acrii), având o formă ovală cu o lungime de sub 800 m iar înălțimea maximă este de aproximativ 75m. Se spune că în anul 709 o furtună a distrus istmul care o lega de insula Herm. Este flancată de două insulițe la vest și la est - Crevicho și Faucanniere.
În 1416, a devenit parte a proprietății regelui Angliei, după al doilea război mondial fiind cumpărată de bailiwick-ul Guernsey care o închiriază spre administrare. Pe insulă există o casă și câteva dependințe. Între septembrie 1964 și decembrie 1971 insula a fost locuită de familia Faed originară din Insula Jersey formată din Angus Faed, soția sa Susan Faed și cei patru copii Colin, Erik, Colette și Amanda. Ei au fost cei de ai 22-lea administratori ai insulei. Actualmente este în administrarea lui Sir Peter Ogden proprietarul companiei IT Computacenter.